# Denim
Denim je vrsta trpežnega bombažnega blaga. Denim so tradicionalno barvali z indigom, da so naredili modri džins, (angleško blue jeans), čeprav angleški jean pomeni drugo, lažjo tkanino. Ime je dobilo po francoskem mestu Nîmes (izg. Nim), kjer je Levi Strauss nabavljal blago za svoje prve džins hlače. Denim = De Nimes = Iz Nimesa.